# الفطين (مسلسل)
الفطين مسلسل تلفزيوني كويتي من 30 حلقة عرض في شهر رمضان 1429 هـ الموافق سبتمبر 2008.

## بطولة
- داوود حسين
- أمل العوضي
- فاطمة الصفي
- أمل عباس
- عبير الجندي
- أحمد السلمان
- عبير أحمد
- طيف
- أحمد إيراج
- عبد الله غلوم
- نورا حسين
- حسين المهدي

## قصة المسلسل
تقاطع حياة الناس في المجتمع الكويتي من خلال علاقات الحب والطمع والخداع التي تحدث غالباً مع شخصية العمل الرئيسية «شاهين» في طابع كوميدي.